# Linhas Aéreas de Moçambique
Linhas Aéreas de Moçambique, também conhecida pela sua sigla LAM, é uma companhia aérea com sede na cidade de Maputo, Moçambique. A LAM tem como missão o transporte por via aérea de passageiros, carga e correio nos serviços doméstico, regional e internacional, de carácter regular e não-regular.

## Histórico
A antecessora da atual LAM foi criada pelo governo português em 26 de Agosto de 1936 com a designação de Direcção de Exploração de Transportes Aéreos (DETA), sendo uma divisão de exploração dos CFM (Serviços dos Portos e de Caminhos-de-Ferro de Moçambique). O primeiro voo, entre a então Lourenço Marques e Joanesburgo, teve lugar em 22 de Agosto de 1937. Depois da sua criação, a existência como companhia caracterizou-se por um rápido desenvolvimento, respondendo às necessidades decorrentes da ligação aos países vizinhos, nomeadamente Essuatíni, África do Sul, Maláui e Zimbabué (estes dois últimos integrados na então Federação da Rodésia e Niassalândia).
Após a independência de Moçambique em 1975, a DETA é separada dos CFM e criada a LAM, uma empresa estatal sob tutela do Ministério dos Transportes e Comunicações, em 14 de Maio de 1980.
Pelo decreto Lei Nº 69/98 de 23 de dezembro de 1998, a LAM é transformada em Sociedade Anónima de Responsabilidade Limitada, adotando a denominação de LAM - Linhas Aéreas de Moçambique, S.A.R.L. Assim, o estado moçambicano passa a possuir 91% das ações da nova sociedade formada e os gestores, técnicos e trabalhadores da LAM, os restantes 9% das ações.
Em 2010, empregava 695 trabalhadores, e possuía delegações ou outras formas de representação no país e no estrangeiro, estando dotada de autonomia administrativa, financeira e patrimonial.
Em 23 de Julho de 2018 os accionistas da companhia demitiram o Conselho De Administração e nomearam João Carlos Pó Jorge como Director-Geral, uma nova posição com poderes acrescidos para lidar com a crise da empresa.
Devido ao agravar da crise da companhia, o governo decidiu, em Abril de 2023, entregar a gestão da LAM a uma comissão de gestores internacionais, que trabalharia com a actual direcção para. num período de 12 a 18 meses, estabilizar a empresa e permitir então encontrar um parceiro estratégico. Esta decisão foi o resultado de um estudo encomendado pelo governo para apresentar alternativas para o futuro da empresa. Os gestores internacionais pertencem à empresa sul-africana Fly Modern Ark.
Marcelino Gildo Aberto foi nomeado o terceiro PCA da empresa em 11 meses, substituindo, em 22 de Janeiro de 2025 a Américo Muchanga. Este tinha, em 10 de Julho de 2024, substituído Theunis Crous o qual tinha assumido o posto de Director Geral Interino aquando da entrada da Fly Modern Ark na gestão da LAM.
Em 4 de Fevereiro de 2025, o governo anunciou a alienação de 91% das suas ações, que são propriedade do estado, para três empresas públicas, Hidroeléctrica de Cahora Bassa (HCB), Portos e Caminhos de Ferro de Moçambique (CFM) e Empresa Moçambicana de Seguros (EMOSE). Estas ações terão um valor estimado de 130 milhões de dólares americanos. A operação foi criticada pelo impacto negativo que podia ter nas três empresas em questão devido ao alto endividamento da LAM, necessitando de um constante apoio financeiro estatal, e a sua cultura de corrupção e má governação.
Em 18 de Fevereiro de 2025 a LAM anunciou o cancelamento da rota Maputo-Lisboa devido a prejuízos de 21 milhões de dólares americanos desde 2023. Concomitantemente, foram também suspensas as ligações entre a capital moçambicana e Harare, no Zimbabué, e Lusaka, na Zâmbia.
Uma nova fase na história da empresa começou em 15 de Maio de 2025, quando o IGEPE, Instituto de Gestão das Participações do Estado, que gere o sector empresarial do estado, anunciou a nomeação de uma nova estrutura de gestão da empresa. Esta será dirigida por um Conselho de Administração, não executivo, constituído pelos presidentes dos conselhos de administração das três empresas públicas que se tornaram accionistas da LAM. Este Conselho supervisionará uma Comissão de Gestão Executiva formada por três membros com funções executivas. A Comissão de Gestão será presidida por Dane Kondić, um australiano de origem sérvia com experiência internacional na gestão de companhias de aviação. A Comissão de Gestão será completada pelos moçambicanos Lucas Francisco na área financeira e Hilário Tembe na área operacional.
Para completar a nova estrutura administrativa, a LAM anunciou, a 18 de Março, a contratação de uma consultoria internacional para assessorar a reestruturação financeira da empresa. Trata-se da Knighthood Global Limited, a qual, no prazo de 3 meses deve estabilizar e reposicionar a transportadora.
A gestão da LAM foi abalada por uma nova controvérsia, quando a companhia aérea do Botswana, a Air Botswana, anunciou que o Presidente do Conselho de Gestão da companhia moçambicana, Dane Kondić, tinha sido nomeado como seu Presidente do Conselho de Administração. Esta empresa opera na mesma área geográfica a LAM e poderá ser uma concorrente. O Conselho de Administração da LAM afirmou que o gestor deveria efectuar o seu trabalho em regime de exclusividade, apesar do cargo no Botswana ser consultivo e não executivo, em regime de tempo parcial. Entretanto, foram levantadas suspeitas de que não exista uma cláusula de exclusividade no contrato de Dane Kondić, o qual já teria advertido que manteria outros compromissos.
Em 31 de Julho de 2025, a LAM anunciou o lançamento de um concurso público para o aluguer de cinco aeronaves em regime de wet lease, ou seja, totalmente operacionais (avião, tripulação, manutenção e seguros). O concurso está aberto a firmas nacionais e estrangeiras, sendo o prazo para entrega das propostas o dia 22 de Agosto. O modelo de avião preferido é o Boeing 737-700.
Em 11 de Agosto de 2025, a Autoridade Reguladora da Concorrência (ARC) anunciou a aplicação de uma multa de 11 milhões de meticais à LAM por dois ilícitos na sua operação: abuso de posição dominante no mercado aéreo nacional e falta de colaboração e apresentação de documentos solicitados pela investigação da empresa. A acusação de abuso deriva da sobretarifa de combustível aplicada aos bilhetes de vôos domésticos, representado em média 60% do preço desses bilhetes, apesar desta prática ter sido proibida pelo governo em 2021. A empresa recusou a acusação e vai recorrer da multa.

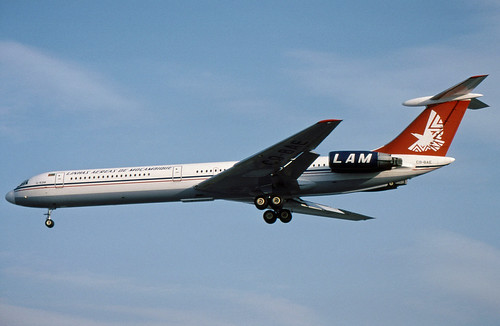
Ilyushin Il-62 da LAM em aproximação final no Aeroporto Internacional de Maputo.

## Incidentes

### Voo TM470 em 29 de Novembro 2013
Na sexta-feira, 29 de Novembro de 2013, o voo TM470 com uma Embraer 190 da LAM desapareceu com 27 passageiros e 6 tripulantes em pleno voo entre Maputo e Luanda. O avião Foi encontrado um dia depois no Parque Nacional de Bwabwata, no norte na Namíbia, junto à fronteira com Angola e o Botswana, não havendo sobreviventes.

## Frota
Em Agosto de 2025, a LAM explora uma frota composta por cinco aviões, quatro alugados: dois Boeing 737, dois Bombardier CRJ e um Bombardier Q400a, a que se junta um Embraer 145, operado pela sua subsidiária MEX–Moçambique Expresso. e um adquirido, recebido em 15 de Agosto: um Bombardier Q400a com capacidade para 74 passageiros. Esta compra foi tornada possível pela injeção de capital das três empresas públicas que são os novos acionistas da empresa.
Em Março de 2024, a LAM apresentou um novo Boeing 737-300F com o qual iniciaria um serviço de carga e correio expresso doméstico e regional. Contudo, a aeronave foi devolvida em 18 de Janeiro de 2025 sem nunca ter efectuado qualquer vôo, causando um prejuízo à empresa de 71 milhões de meticais. O avião nunca foi certificado pela autoridade competente (IACM-Instituto de Aviação Civil de Moçambique) e o fabricante não reconheceu as alterações realizadas para transformar o avião do transporte de passageiros para carga.
Em 31 de Janeiro de 2025 a LAM lançou um concurso para a aquisição de aeronaves, o qual recebeu manifestações de interesse de 14 empresas. O concurso foi criticado por falta de clareza nos critérios de avaliação, pois não foi revelado nem o número nem o tipo de aeronaves a adquirir.
A frota histórica da empresa incluiu aviões como o soviético Ilyushin Il-62, Lockheed L-1011, Fokker 100, Embraer 190, Douglas DC-8, Lockheed Electra, Boeing 737-200, e os widebodies McDonnell Douglas DC-10 e Boeing 767-200.

## Códigos Internacionais
- Código IATA: TM
- Código ICAO Code: LAM
- Designação: Mozambique